# Префектура Нагано
Нагано (Јапански:長野県; Nagano-ken) је префектура у Јапану која се налази у региону Чибу на острву Хоншу. Главни град је Нагано.